# Reatância capacitiva
Um capacitor, quando percorrido por uma corrente elétrica alternada, oferece uma oposição à passagem da mesma, imposta por um campo elétrico, denominada reatância capacitiva. Essa reatância capacitiva é inversamente proporcional a frequência da corrente. É medida em ohms e é igual à recíproca do inverso do produto de 2π pela freqüência em hertz e pela capacitância em farads, onde Xc < 0.
A reatância é capacitiva (Xc) e o seu valor em ohms é dado por:
{\displaystyle X_{C}={\frac {1}{2\pi fC}}\,}
Onde C é a capacitância dada em Farads, f é a freqüência dada em Hertz, Π é o Pi(3,14159...).